# Lancia Fulvia

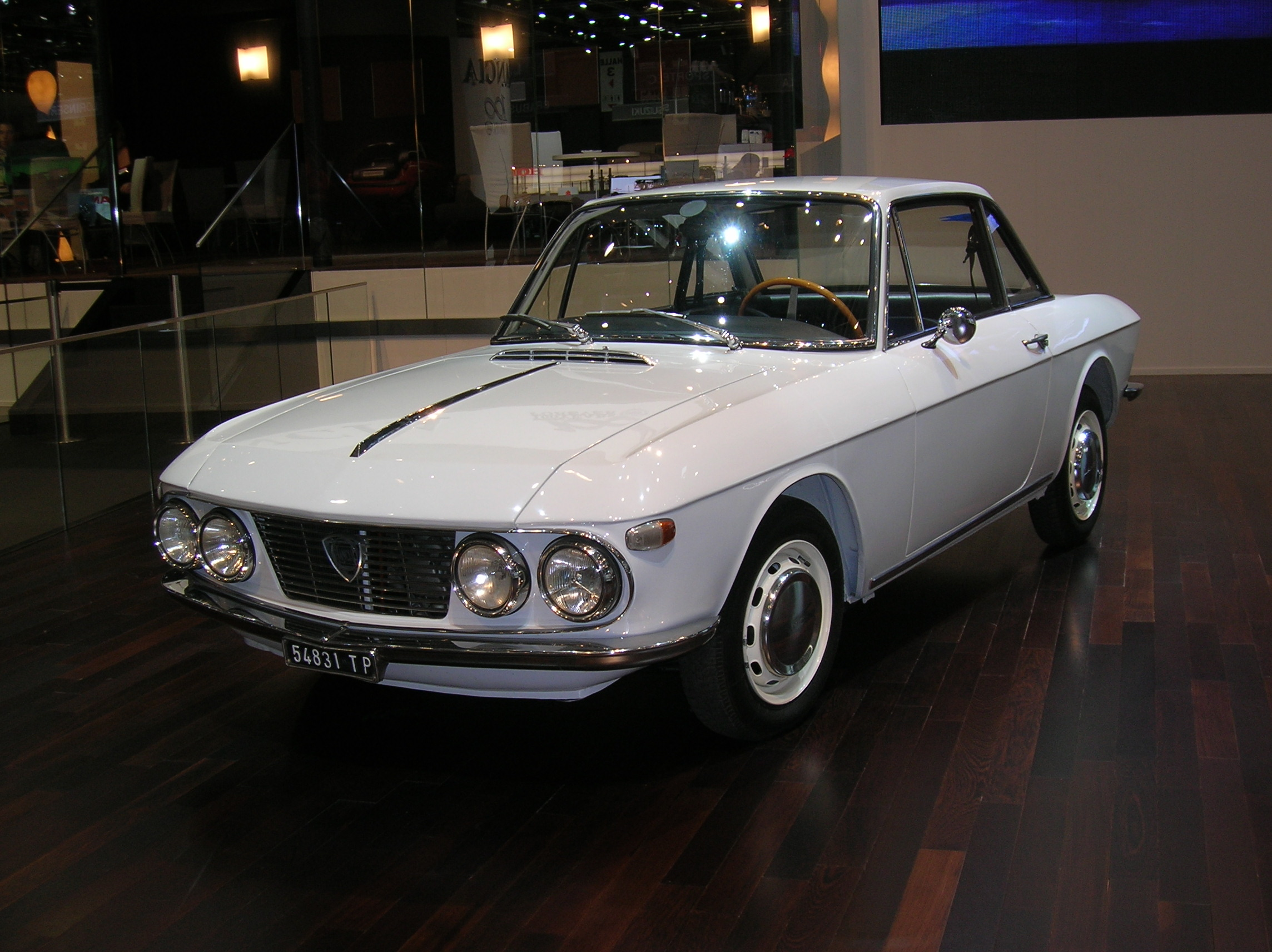
Een Lancia Fulvia coupe serie 1

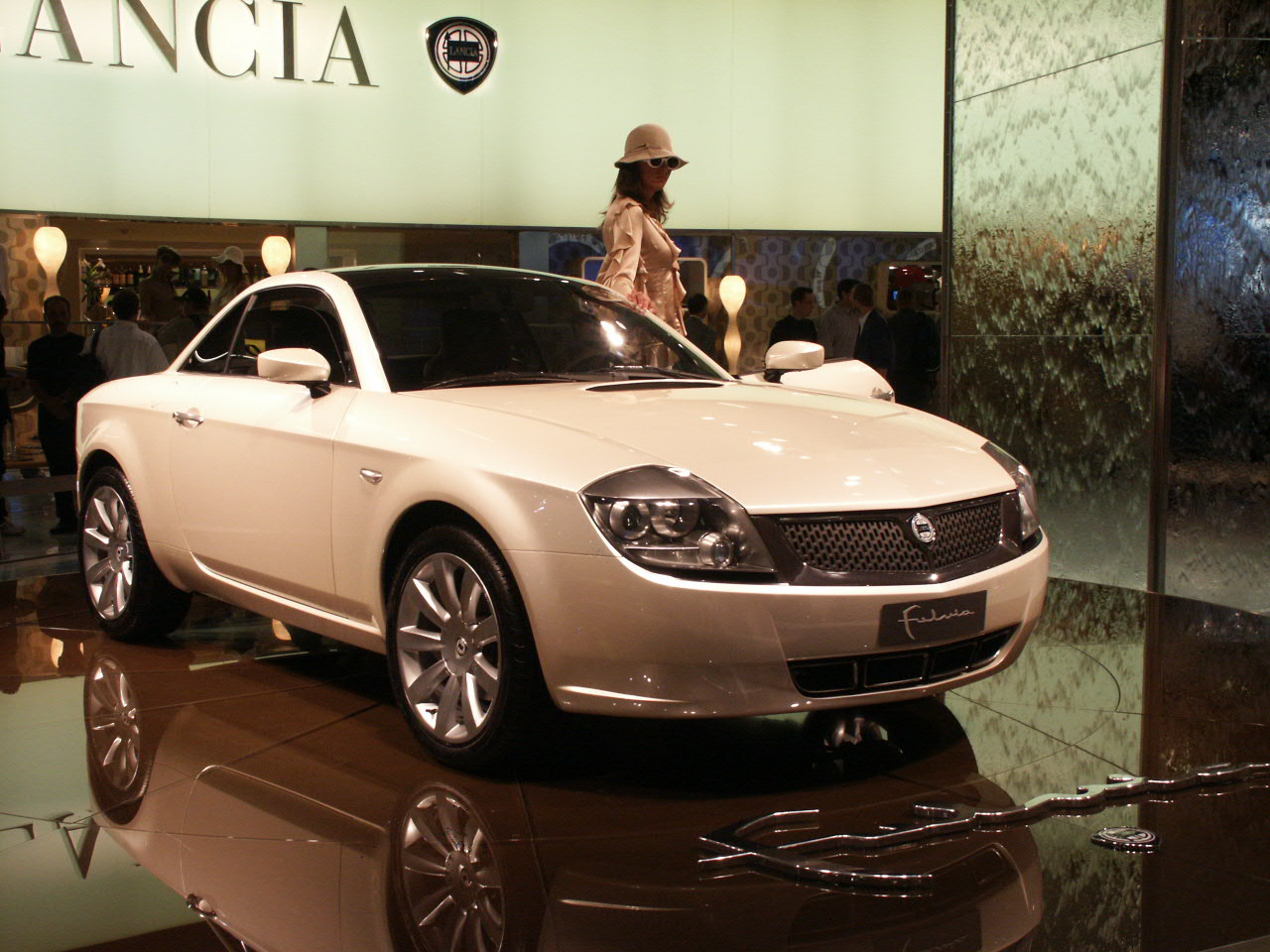
De Lancia Fulvia uit 2003

De Lancia Fulvia werd van 1963 tot 1976 geproduceerd door de Italiaanse autofabrikant Lancia. Het was de opvolger van de Lancia Appia. De Fulvia deed meerdere malen mee in het Internationaal Kampioenschap voor Constructeurs (IKC). In 1972 reed de winnaar van het IKC in een Fulvia.
In 2003 werd door Lancia op de Internationale Automobilausstellung in Berlijn een nieuwe conceptauto met de naam Fulvia geïntroduceerd. Dit was een sportcoupé waarvan de carrosserie geheel van aluminium was gemaakt.
Huidige modellen:
Ypsilon
Recente modellen:
Dedra · 
Delta · 
Flavia · 
K · 
Lybra ·
Musa · 
Phedra ·
Prisma · 
Thema · 
Thesis · 
Trevi ·
Voyager - 
Y · 
Y10 · 
Z
Historische modellen na de Tweede Wereldoorlog:
2000 · 
Appia · 
Aurelia · 
Beta · 
D20 · 
D23 · 
D24 · 
D25 · 
D20 · 
Flaminia · 
Flavia · 
Fulvia · 
Gamma · 
Stratos
Historische modellen tijdens het Interbellum:
12 cil V · 
Aprilia · 
Ardea · 
Artena · 
Astura · 
Augusta · 
Dikappa · 
Dilambda · 
Kappa · 
Lambda · 
Trikappa
Historische modellen voor de Eerste Wereldoorlog:
Alfa · 
Beta 15/20HP · 
Dialfa · 
Didelta · 
Delta 20/30HP · 
Epsilon · 
Eta · 
Gamma 20HP · 
Theta · 
Zeta 12/15HP